# Châteauneuf-Grasse
Châteauneuf-Grasse ist eine Kleinstadt mit 3765 Einwohnern (Stand 1. Januar 2022) zwischen Nizza und Cannes im Südosten Frankreichs im Département Alpes-Maritimes (06) der Region Provence-Alpes-Côte d’Azur. Die Kommune gehört zum Gemeindeverband Sophia Antipolis.

## Geografie
Die Stadt selbst befindet sich am Gipfel eines Berges, jedoch gehören zu der Gemeinde auch die tiefer gelegenen, flacheren Teile von Pré-du-Lac, in der sich seit 1980 Menschen und Geschäfte angesiedelt haben.

## Bevölkerungsentwicklung
| Jahr                       | 1962 | 1968 | 1975 | 1982 | 1990 | 1999 | 2007 | 2017 |
| Einwohner                  | 1103 | 1278 | 1602 | 2128 | 2806 | 2968 | 3139 | 3505 |
| Quellen: Cassini und INSEE |      |      |      |      |      |      |      |      |

## Sehenswürdigkeiten
Zu den Sehenswürdigkeiten der Stadt zählt vor allem Notre-Dame-du-Brusc, eine Kapelle aus dem 11. Jahrhundert, die auf den Überresten einer Basilika errichtet wurde und seit 1986 als Monument historique gilt. Bis zum 5. Jahrhundert stand an dieser Stelle noch eine Kirche. Heute finden dort Konzerte und Theateraufführungen statt.

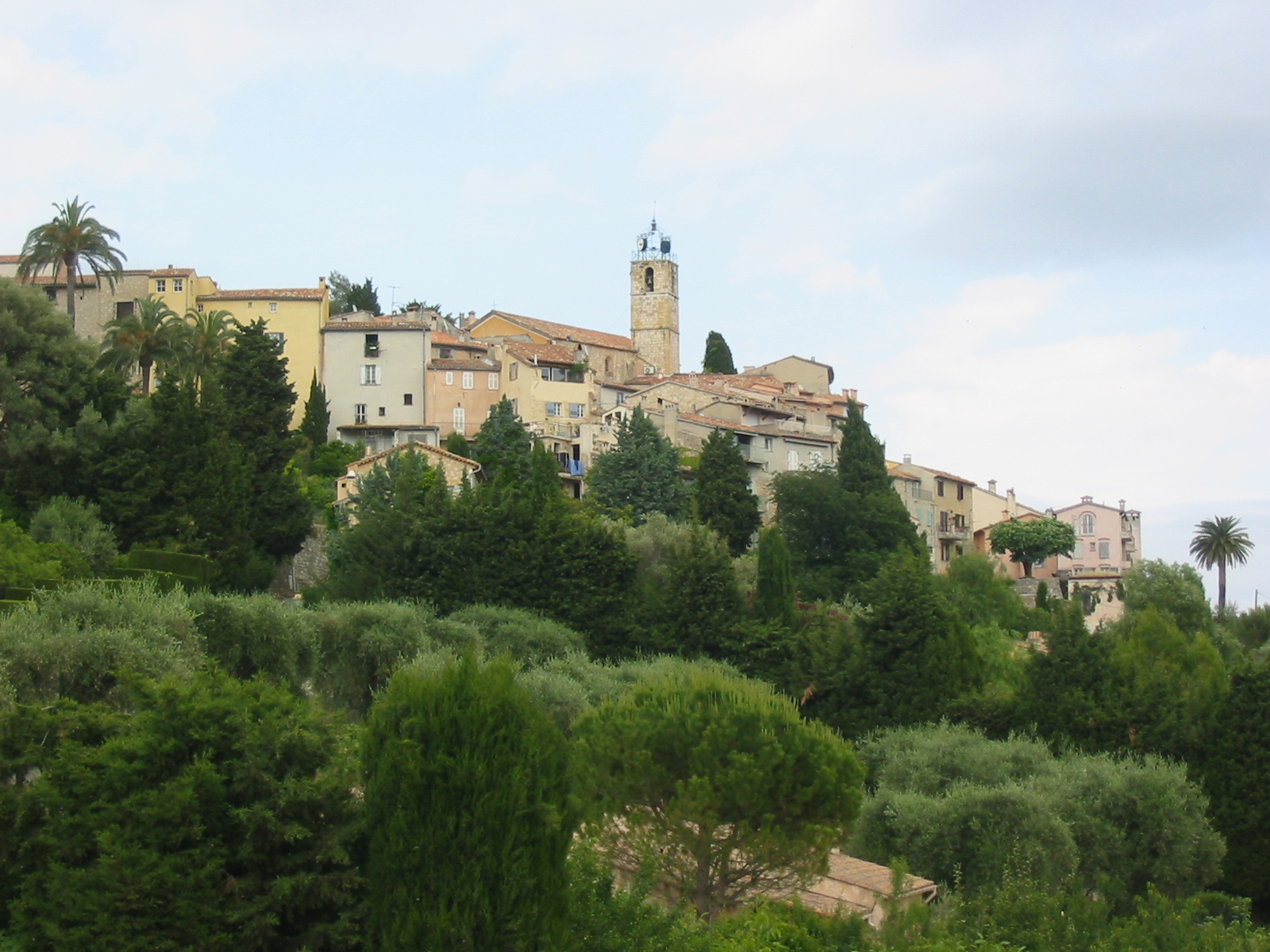
Blick auf das Stadtzentrum